# 阿部薫 (医師)
阿部 薫（あべ かおる、1933年12月2日 - 2012年11月13日）は、日本の医学者。医学博士。国立がんセンター名誉総長。横浜労災病院名誉院長。神奈川県出身。

## 略歴
- 1952年3月、神奈川県立横須賀高等学校卒
- 1958年3月、東京大学医学部医学科卒
- 1963年3月、東京大学医学部大学院博士課程修了 東京大学　医学博士　論文は「甲状腺疾患における血中甲状腺自家抗体の臨床的意義」[2]。
- 1963年12月 東京大学医学部付属病院第一内科文部教官
- 1964年4月、米国テネシー州ヴァンダービルト大学内分泌内科に留学
- 1967年4月、米国テネシー州ヴァンダービルト大学内科講師
- 1969年7月、東京大学医学部付属病院第一内科医局員
- 1971年12月 東京大学医学部付属病院第一内科文部教官
- 1972年4月、国立がんセンター研究所内分泌部治療研究室長
- 1975年7月、国立がんセンター研究所内分泌部長
- 1980年4月、国立がんセンター病院病棟部長
- 1989年4月、国立がんセンター病院副院長
- 1990年3月、国立療養所松戸病院長
- 1992年7月、国立がんセンター東病院長
- 1994年4月、国立がんセンター総長
- 1999年3月、国立がんセンター名誉総長／労働福祉事業団横浜労災病院長
- 1999年7月、財団法人医療研修推進財団理事長（2007年3月まで）
- 2005年3月、労働者健康福祉機構横浜労災病院長退任、名誉院長
- 2012年11月13日、呼吸不全のため死去[3]。78歳没。

## 学会および社会における活動
- 日本癌学会名誉会員
- 第57回日本癌学会会長（1998）
- 日本癌治療学会功労会員
- 日本内分泌学会功労評議員
- アメリカ癌学会名誉会員
- アメリカ内分泌学会名誉会員
- 日本サイコオンコロジー学会名誉会員
- 日本緩和医療学会名誉会員
- 第51回日本職業・災害医学会会長（2003年）
- 厚生労働省各種審議会委員
- NHK中央放送番組審議会委員長
- 瑞宝重光章受章（2008年）[4]